# Figurante

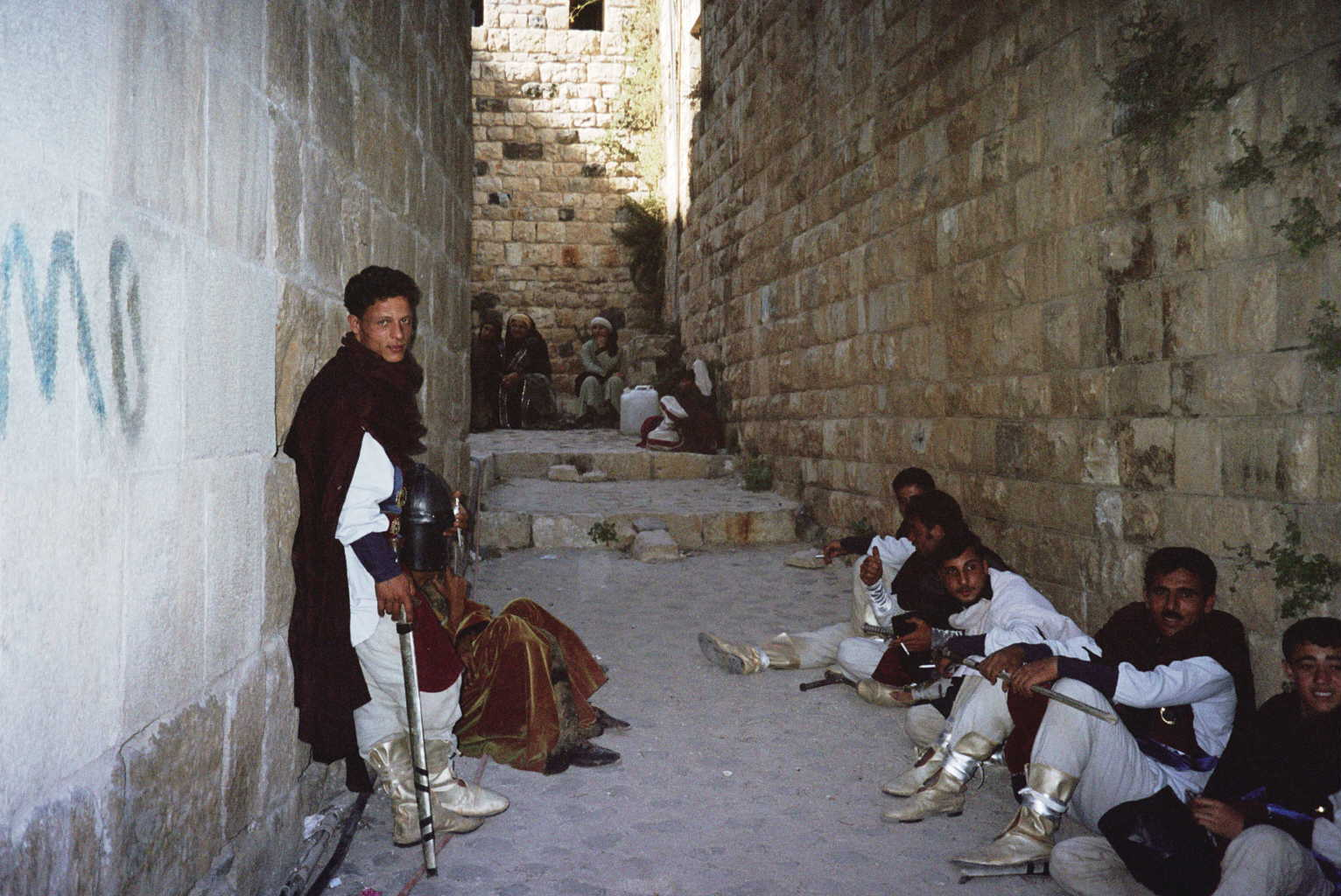
Grupo de figurantes aguardando início das filmagens

No cinema, teatro e na televisão, o figurante é a personagem de um filme que não  é tão fundamental à trama, quanto o principal. E serve como composição do cenário. Dando mais realidade e naturalidade à cena.

## Atores e diretores que começaram como figurantes
- Bruce Willis, foi figurante em cena de tribunal do filme The Verdict.
- Clint Eastwood, trabalhou como figurante não-creditado em inúmeros filmes dos anos 50 antes de se tornar um astro nos anos 60.
- Cuba Gooding Jr., fez figuração como cliente da barbearia em Coming to America.
- Dennis Hopper, costumava trabalhar como figurante antes de estrelar Rebel Without a Cause.
- Fred Zinnemann, foi figurante en All Quiet on the Western Front antes de se tornar diretor de cinema.
- Gloria Swanson, foi figurante em The Song of Soul, de 1914, antes de fazer parte do elenco dos filmes de Charles Chaplin.
- Jeff Goldblum, foi figurante em cena de festa do filme Annie Hall, de Woody Allen.
- John Wayne, foi figurante em inúmeros filmes mudos durante os anos 20.
- Juliana Paes, foi figurante de Malhação em 1998
- Flávia Alessandra, foi figurante de Parabéns pra Você, de 1983.
- Rudolph Valentino, apareceu como figurante em diversos filmes antes da fama.
- Sharon Stone, foi figurante em Stardust Memories, de 1980, filme dirigido por Woody Allen.
- Simone Signoret e Alain Resnais, foram figurantes em Les visiteurs du soir, de 1942, filme dirigido por Marcel Carné.
- Sylvester Stallone, foi figurante em Bananas, de 1971, filme dirigido por Woody Allen
- Sharon Tate, foi figurante em Barrabas, de 1961, filme dirigido por Richard Fleischer.

## Criticas
Atualmente (2010-2012) com a crise da falta de trabalho (desemprego) as agências de figuração têm tido muita oferta, levando algumas a considerar os figurantes como algo facilmente descartável, pois e cada dia que passa mais pessoas novas aparecem para se inscrever.

A situação e de tal forma que as pessoas acabam por ser desconsideradas e por vezes até mal tratadas, tendo de passar fome e frio enquanto aguardam a sua vez de entrar nas filmagens e adicionalmente têm que ouvir desaforos e desagravos por parte de algumas produções.E por alguns atores que obrigam os figurantes serem expostos a humilhações. Mas o mais grave disto tudo é que os valores dos cachê  pagos são cada vez mais baixos,( que há trabalhos onde um dia  inteiro de trabalho  se recebe somente uma ajuda de custo com a alegação que o trabalho é bom para o currículo do ator) e adicionalmente algumas agências chegam ao cumulo de simplesmente não pagar. Exemplos disto são:
- Na agência Tripé Visual: Só se pode passar o Recibo Verde depois de ter pelo menos três a seis meses de trabalho. Portanto ao fim deste tempo pode ir-se lá passar o recibo Verde mas depois fica-se ainda mais pelo menos um ano à espera de que ponham o dinheiro na conta. Acontece que há casos de algumas pessoas que já estão faz quase dois anos a trabalhar sem receber.[3]

- Na Unique Style enquanto estava em atividade só se podia ir lá marcar o pagamento passados seis meses depois de se ter feito o trabalho. Quando se marcava, diziam que depois ligariam de volta a dizer o dia em que se poderia ir lá passar o recibo. Houve pessoas que estiveram outros seis meses à espera que lhe marcassem o dia. Mas acontece que no entretanto, a “Unique Syte” faliu e não pagou a ninguém.[4][4]
- A Crowed (outra agência de figuração): vai pagando mais ou menos, há algumas pessoas que se queixam de não receber, por exemplo como teve recentemente uns anúncios com muita (mesmo muita malta) e resolveram estipular que por mês só pagam a x pessoas, estão a ver, a N pessoas que participaram nos anúncios e agora tem que esperar até que chegue a vez deles. Aqui o problema parece não ser a falta de dinheiro, mas sim o ser muita gente e a agência não ter estrutura para atender tanta gente.[4]
- Actualização (Janeiro de 2013):  Afinal parece que o crime deixou de compensar, pois quando parecia que tinha entrado na moda de abrir agências de figuração, receber das produtoras, não pagar as pessoas (Figurantes), tratar toda a mão de obra como algo descartável, estar uns tempos a trabalhar até sacar umas massas, meter o máximo de dinheiro ao bolso e depois simular uma falência (sim, porque as personalidades continuavam a andar por ai...) deixou de compensar.  - O senhor Pedro Azevedo da  '''Tripé Visual''' lixou-se. Depois de ter sido amplamente divulgado que ele não estava a pagar às pessoas e de tal facto ter chegado ao conhecimento das produtoras ele ficou sem trabalho! Agora ninguém lhe adjudica trabalhos a ele nem a agência dele.